# Pombo-de-nicobar
Caloenas nicobarica, comummente conhecida como pombo-de-nicobar ou pombo-vulturino, é uma espécie da família dos columbídeos, que consistindo no único representante do género Caloenas. Conta com apenas duas subespécies:
- Caloenas nicobarica nicobarica (Linnaeus, 1758)
- Caloenas nicobarica pelewensis (Finsch, 1875)

De acordo com investigações de DNA recentes, concluiu-se que o pombo-de-nicobar é a espécie viva mais próxima do extinto Dodo e do Solitário-de-rodrigues.

## Descrição
Medindo cerca de 41 cm e pesando cerca de 600 gramas, tem como característica marcante as longas penas do pescoço, a cauda curta, as longas e fortes asas, o bico robusto dotado de uma calosidade na base, a plumagem azul-metálico-escuro e as asas azul-esverdeado.
Esta espécie exibe dimorfismo sexual, porquanto os machos são ligeiramente maiores do que as fêmeas. Os espécimes juvenis têm caudas de coloração escura, geralmente preta.

## Habitat e distribuição
Encontrado principalmente nas Ilhas Nicobar, Ilhas Palau, Ilhas da Sonda, Filipinas, Ilhas Molucas, Nova Guiné, Arquipélago de Bismarck e Ilhas Salomão.

## Alimentação
Sementes, frutas, caracóis e outros invertebrados.

## Comportamento
Durante o anoitecer e amanhecer são muito ativos, tanto em cativeiro quanto selvagens. A noite instalam-se em árvores e durante o dia vasculham a área em volta. Muitos viajam longas distâncias entre as ilhas em busca de boa comida.

### Voo
Tem um voo rápido com batidas de asas regulares e ocasionais batidas de som cortante, características dos pombos em geral. Os grupos tendem a voar em colunas de um único indivíduo e não em grupos esparsos como outros pombos fazem. A cauda branca serve como um sinalizador para quando cruzam águas no anoitecer ou amanhecer ajuda os inexperientes, que poderiam se perder do grupo.

## Reprodução

### Ninho
Esta espécie faz os ninhos nas árvores de densas florestas com folhagens coletadas no próprio terreno onde botam seu ovo elíptico de cor levemente azulada.

### Incubação
A fêmea póe um único ovo que é chocado por cerca de 30 dias e os filhotes permanecem no ninho por três meses.

## Galeria

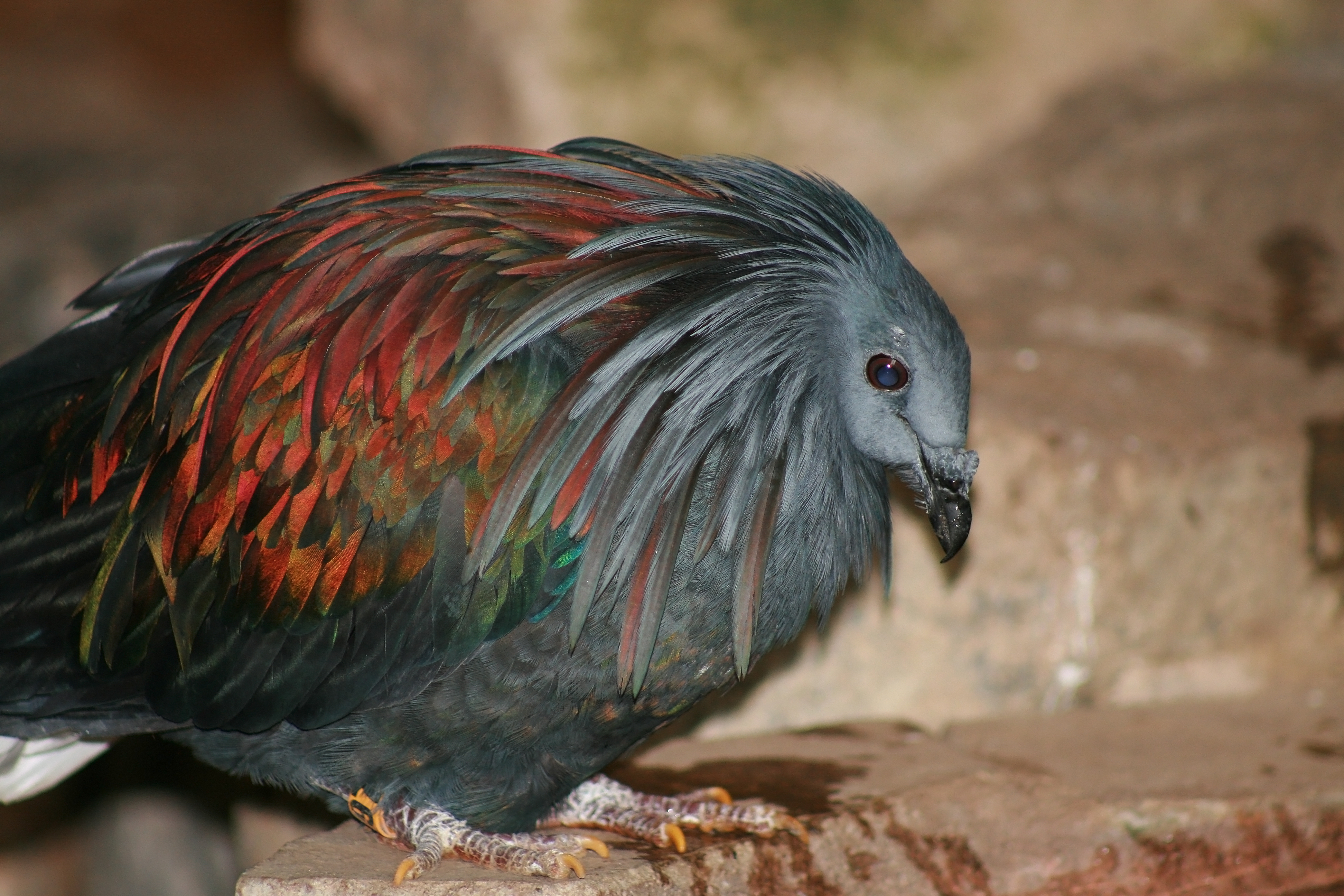
Pombo-de-nicobar no zoológico do metrô de Toronto.
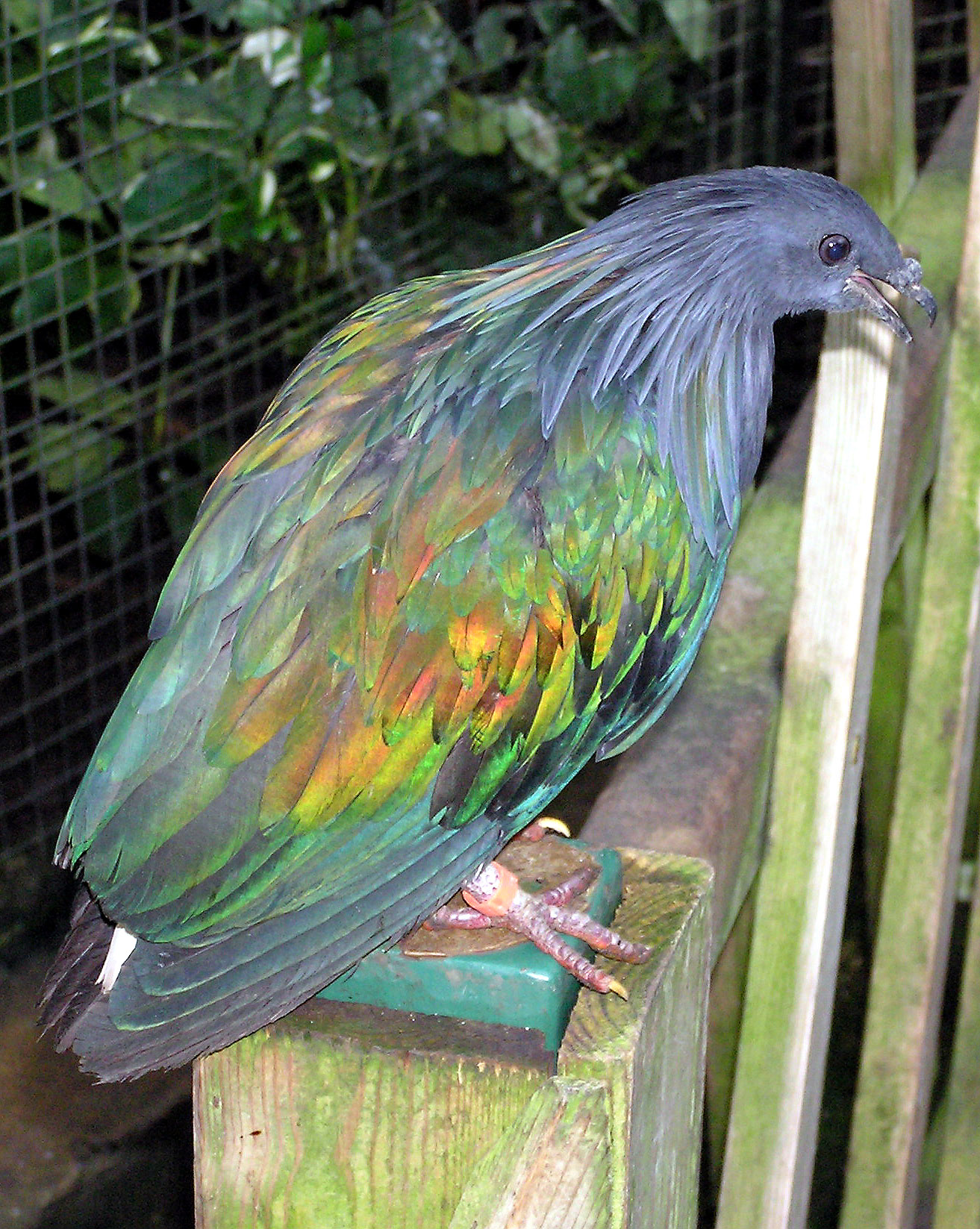
Pombo-de-nicobar em um zoológico dos Estados Unidos.
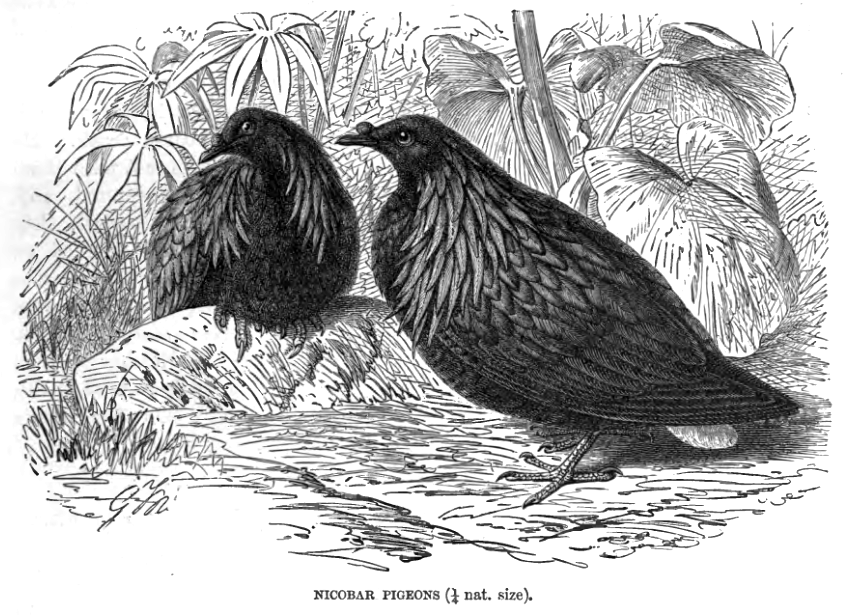
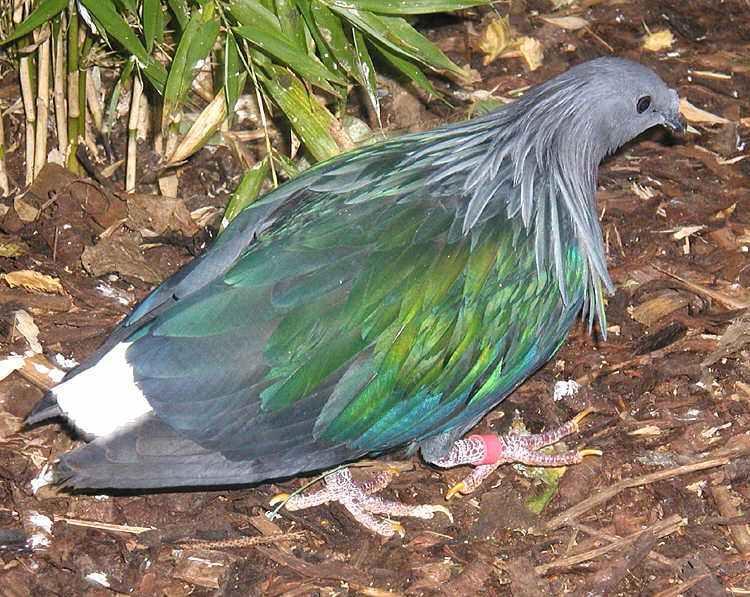
Pombo-de-nicobar.